# Mieczysław Wójcik (1924–2014)
Mieczysław Antoni Wójcik (ur. 6 sierpnia 1924, zm. 7 marca 2014 w Gdyni) – polski działacz spółdzielczy i samorządowy, inżynier, przewodniczący Prezydium Miejskiej Rady Narodowej w Gdyn (1959–1968).

## Życiorys
Syn Antoniego i Józefy. Z wykształcenia inżynier, należał do grona budowniczych Gdyni. Zasiadał w Miejskiej Radzie Narodowej w Gdyni, od 1959 do 1968 pełniąc w niej funkcję przewodniczącego Prezydium. Pełnił funkcję prezesa Wojewódzkiej Spółdzielni Mieszkaniowej w Gdańsku, a następnie prezesa Wojewódzkiego Związku Spółdzielni Mieszkaniowych tamże. Był wieloletnim działaczem Związku Kombatantów Rzeczypospolitej Polskiej i Byłych Więźniów Politycznych oraz prezesem jego koła w dzielnicy Gdynia-Port.
Odznaczony m.in. odznakami państwowymi i resortowymi. W 1955 otrzymał Medal 10-lecia Polski Ludowej.
13 marca 2014 został pochowany na Cmentarz Witomińskim w Gdyni.